# 罗店镇 (上海市)
罗店镇，是中华人民共和国上海市宝山区下辖的一个乡镇级行政单位。面积44.19平方公里。户籍人口4.97万人（2008年）。2000年11月24日，罗南镇併入罗店镇。2018年12月17日，罗店镇被住建部公布为第七批中国历史文化名镇。

## 行政区划
罗店镇下辖以下居委会及村委会：
古镇社区、向阳社区、祁南社区、新桥社区、罗南社区、罗溪社区、富辰社区、富丽社区、金星社区、富南社区、罗新社区、金星第二社区、顺驰美兰湖社区、美兰湖颐景园社区、美兰湖景瑞欧兰高邸社区、美兰湖琥珀郡园社区、美兰湖朗诗绿岛园社区、美罗家园罗贤苑社区、美罗家园美安苑社区、罗盛苑社区、美罗家园美文苑社区、美罗家园罗安苑社区、美罗家园罗秀苑社区、美罗家园宝欣苑第一社区、美罗家园宝欣苑第二社区、美罗家园宝欣苑第三社区、美罗家园宝欣苑第四社区、美罗家园罗翔苑社区、美罗家园保翔苑社区、美罗家园宝欣苑第五社区、美罗家园宝欣苑第六社区、美罗家园鼎苑社区、美罗家园宝欣苑第八社区、美罗家园慧苑社区、云雅新苑社区、美兰湖中华园社区、美兰湖中华园第二社区、正荣美兰观庭社区、美罗家园绣苑社区、美罗家园宝欣苑第九社区、美兰湖臻园社区、美罗家园金丰苑第一社区、美罗家园金丰苑第二社区、美罗家园金丰苑第三社区、美罗家园罗兰佳苑第一社区、美罗家园罗兰佳苑第二社区、美罗家园佳欣苑社区、美罗家园佳境苑社区、美罗家园润苑社区、美罗家园年吉苑社区、罗溪村、毛家弄村、光明村、天平村、金星村、四方村、东南弄村、束里桥村、义品村、王家村、蔡家弄村、繁荣村、北金村、张士村、十年村、朱家店村、西埝村、远景村、南周村和联合村。

## 中国传统村落
东南弄村被评为“中国传统村落”。